# NBA-döntő Most Valuable Player
A Bill Russell NBA Finals Most Valuable Player-díj (korábban NBA Finals Most Valuable Player-díj) egy évente átadott díj a National Basketball Association-ben (NBA). Először az 1969-es NBA-döntőben adták át. A díjazottról tizenegy személy szavaz a döntő befejezése után. A trófea eredetileg fekete volt, egy arany, kosárlabda alakú gömbbel a tetején, a Larry O'Brien trófeához hasonlóan. 2005-ben Bill Russell emlékére bemutatták az új díjat.
A bemutatása óta 33 játékos nyerte el a díjat, legtöbbször Michael Jordan, hatszor. LeBron James négyszer nyerte el a díjat, míg Magic Johnson, Shaquille O'Neal és Tim Duncan háromszor. Jordan és O'Neal az egyetlen játékosok, akik sorozatban háromszor elnyerték a díjat (Jordan kétszer is). Johnson az egyetlen, aki újoncként szerezte meg a díjat, egyszersmind a legfiatalabb, 20 éves. Andre Iguodala az egyetlen díjazott, aki nem volt kezdő az adott döntő összes mérkőzésén. Jerry West, a díj első győztese az egyetlen játékos, aki úgy érdemelte ki a díjat, hogy csapata elvesztette a döntőt. Willis Reed, Kareem Abdul-Jabbar, Larry Bird, Hakeem Olajuwon, Kobe Bryant, Kawhi Leonard és Kevin Durant kétszer nyerte el a díjat. Olajuwon, Durant, Bryant és James azon játékosok, akik sorozatban két szezonban elnyerték a díjat. James az egyetlen játékos, aki három különböző csapattal kiérdemelte a díjat, míg ő és Leonard az egyetlen játékosok, akik két főcsoportban is elnyerték a díjat. Johnson, Moses Malone, Durant és Leonard az egyetlen játékosok, akik a csapatukkal töltött első szezonjukban elnyerték a díjat. Olajuwon (Nigéria), Tony Parker (Franciaország), Dirk Nowitzki (Németország) és Nikola Jokić (Szerbia) azok a nemzetközi játékosok, akik elnyerték a díjat. Duncan amerikai állampolgár, de nemzetközi játékosnak tekinti az NBA, mert nem az ötven állam egyikében született. Parker és Nowitzki az egyetlen díjazottak, akik karrierjüket Amerikán kívül kezdték (Olajuwon játszott a Houstoni Egyetemen, míg Duncan a Wake Forest-ben). Cedric Maxwell és Chauncey Billups azon játékosok, akiket nem iktattak be a Hall of Fame-be, bár választhatóak lehetnének.
2009. február 14-én, a 2009-es All Star-gála idején David Stern bejelentette, hogy a díjat átnevezik Bill Russell NBA Finals Most Valuable Player-díjra, hogy megemlékezzenek a tizenegyszeres NBA-bajnok Bill Russell-ről.

## Győztesek listája

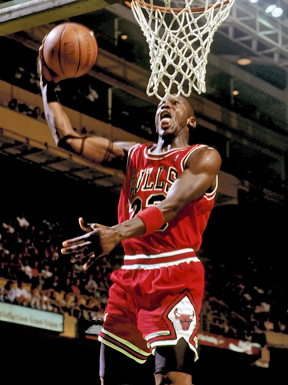
Michael Jordan hatszor nyerte el a díjat, legtöbbször egy játékos által

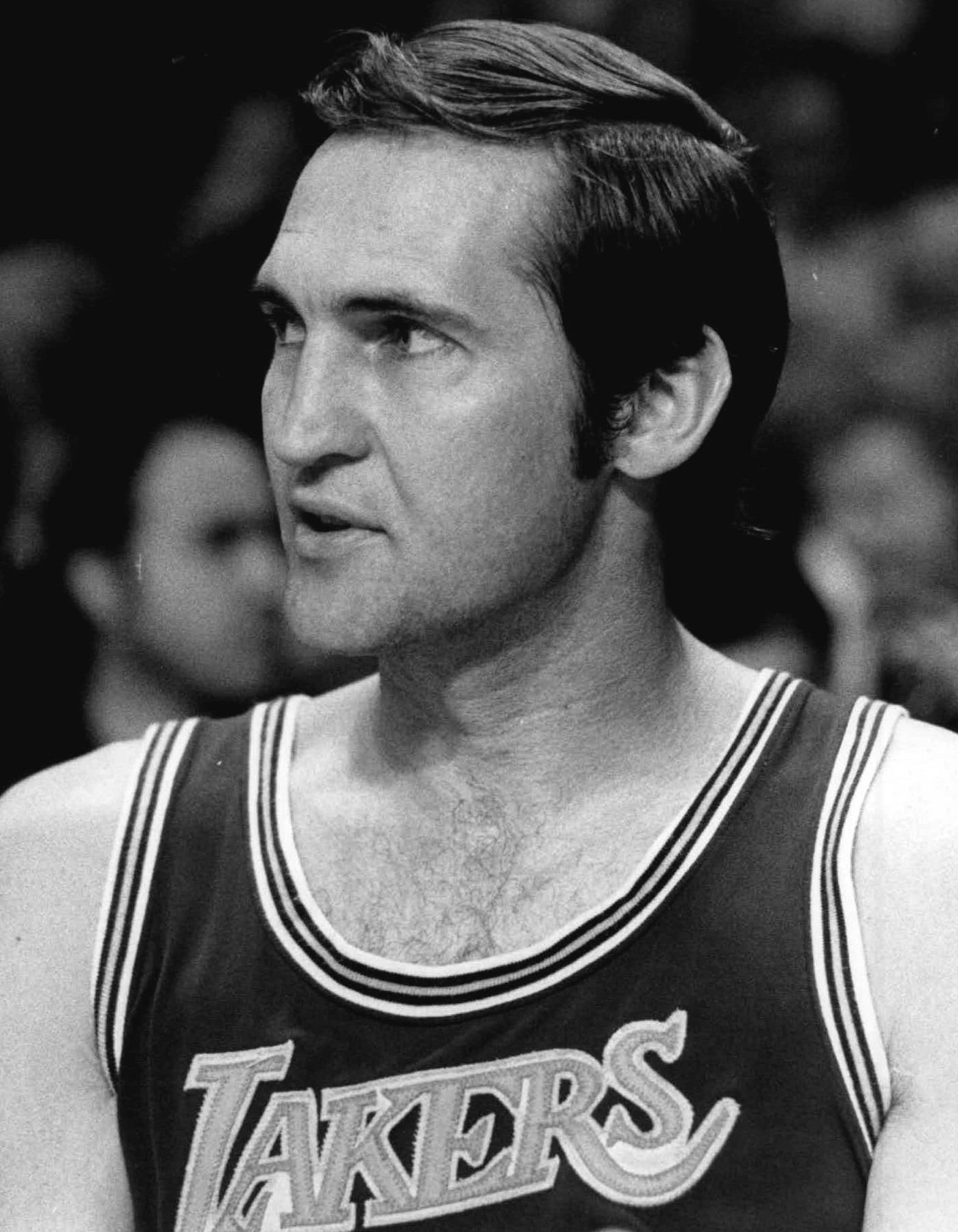
Jerry West, a díj első győztese az egyetlen játékos, aki úgy nyerte el a díjat, hogy csapata elvesztette a döntőt

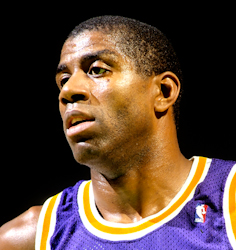
Magic Johnson, az egyetlen játékos, aki újoncként elnyerte a díjat

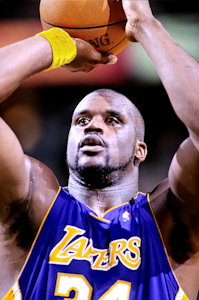
Shaquille O'Neal, az egyetlen játékos Michael Jordan-en kívül, aki sorozatban háromszor elnyerte a díjat

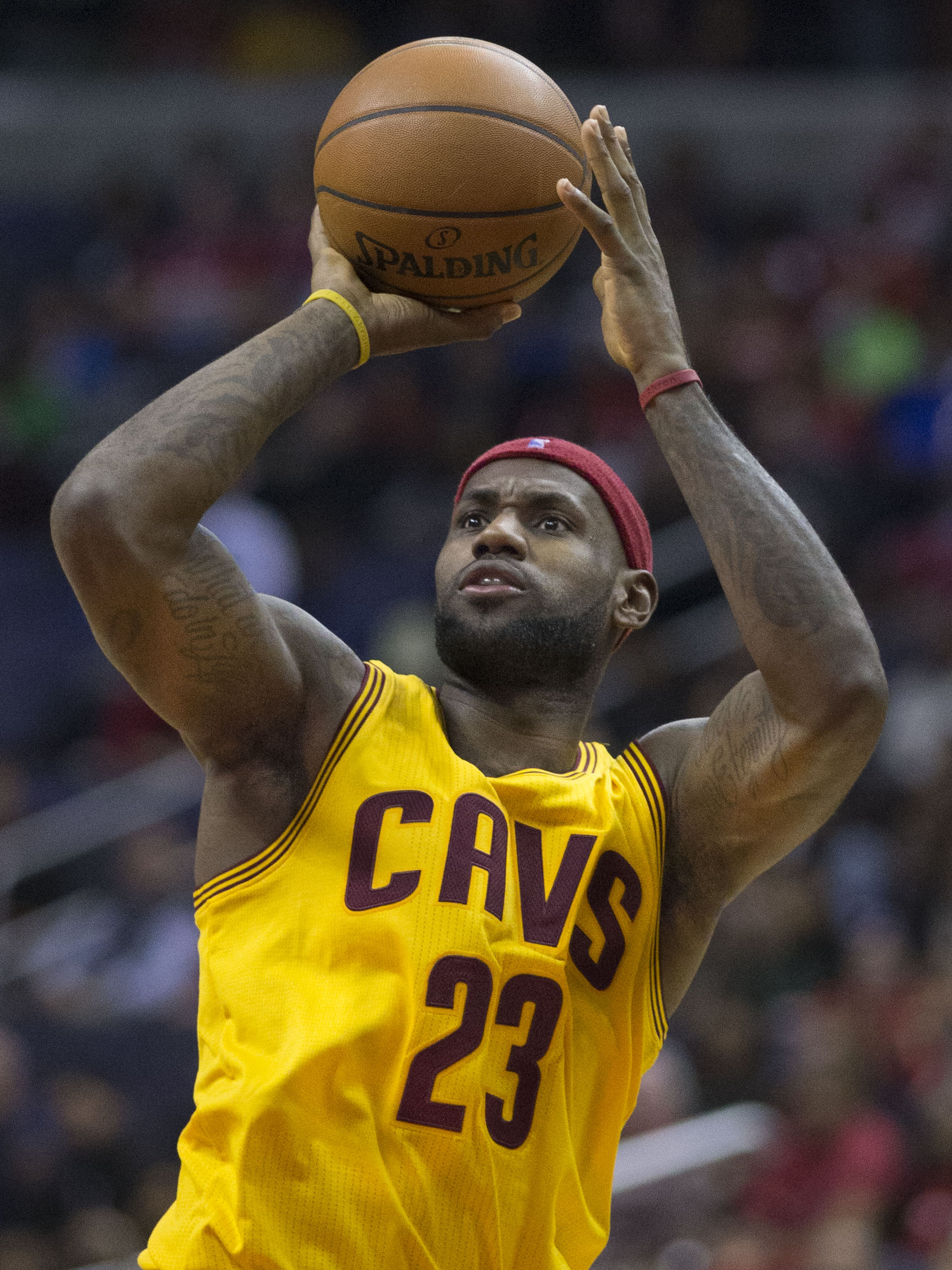
LeBron James az egyetlen játékos, aki három különböző csapattal elnyerte a díjat

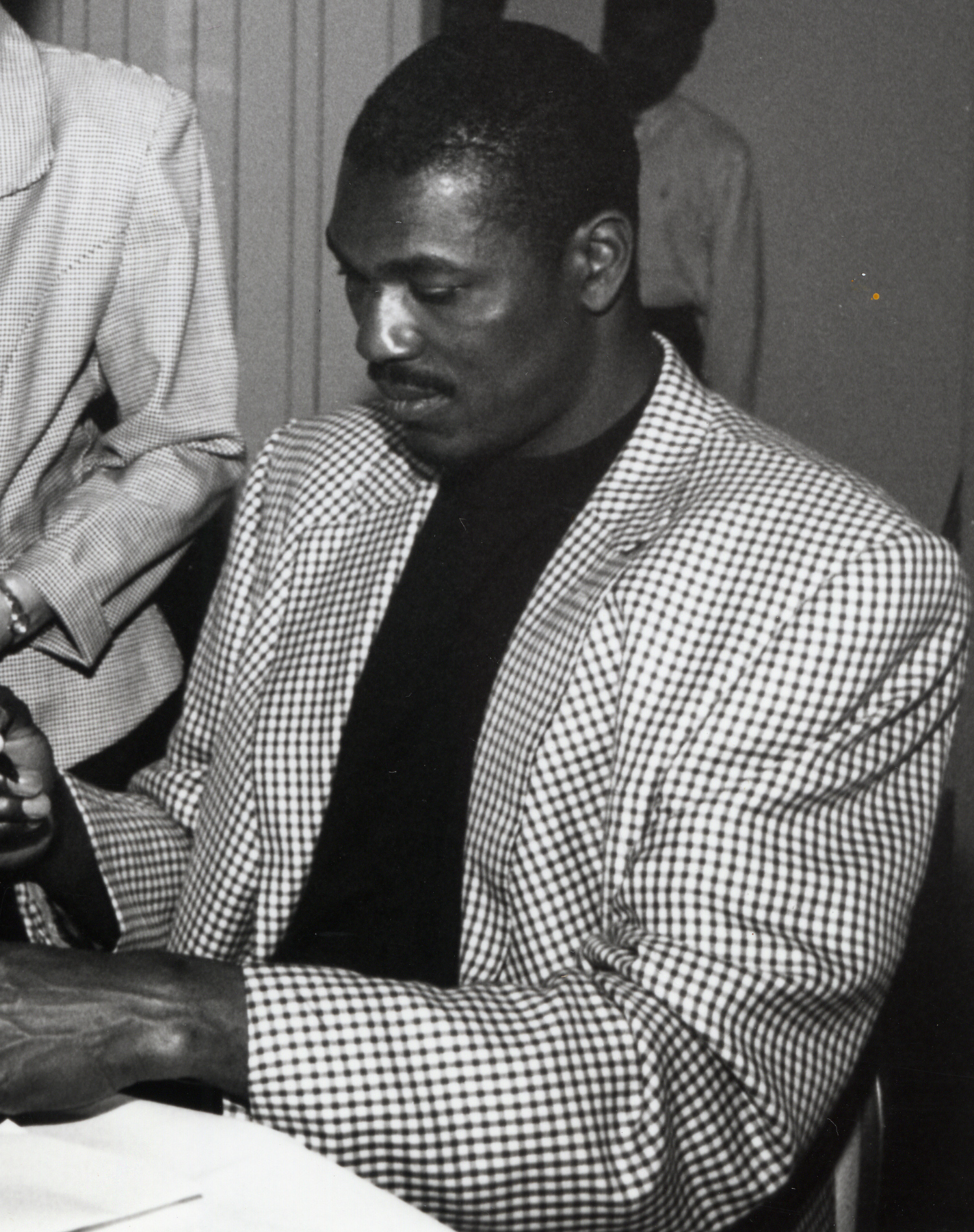
Hakeem Olajuwon, az első játékos, aki Amerikán kívül született és elnyerte a díjat

| Év | Játékos                  | Pozíció | Nemzetiség                       | Csapat                    |
| --- | ------------------------ | ------- | -------------------------------- | ------------------------- |
| 1969 | Jerry West*              | G       | Egyesült Államok                 | Los Angeles Lakers §      |
| 1970 | Willis Reed*             | C/F     | Egyesült Államok                 | New York Knicks           |
| 1971 | Lew Alcindor*            | C       | Egyesült Államok                 | Milwaukee Bucks           |
| 1972 | Wilt Chamberlain*        | C       | Egyesült Államok                 | Los Angeles Lakers (2)    |
| 1973 | Willis Reed* (2)         | C/F     | Egyesült Államok                 | New York Knicks (2)       |
| 1974 | John Havlicek*           | F/G     | Egyesült Államok                 | Boston Celtics            |
| 1975 | Rick Barry*              | F       | Egyesült Államok                 | Golden State Warriors     |
| 1976 | Jo Jo White*             | G       | Egyesült Államok                 | Boston Celtics (2)        |
| 1977 | Bill Walton*             | C       | Egyesült Államok                 | Portland Trail Blazers    |
| 1978 | Wes Unseld*              | C/F     | Egyesült Államok                 | Washington Bullets        |
| 1979 | Dennis Johnson*          | G       | Egyesült Államok                 | Seattle SuperSonics       |
| 1980 | Magic Johnson*           | G       | Egyesült Államok                 | Los Angeles Lakers (3)    |
| 1981 | Cedric Maxwell           | F       | Egyesült Államok                 | Boston Celtics (3)        |
| 1982 | Magic Johnson* (2)       | G       | Egyesült Államok                 | Los Angeles Lakers (4)    |
| 1983 | Moses Malone*            | C       | Egyesült Államok                 | Philadelphia 76ers        |
| 1984 | Larry Bird*              | F       | Egyesült Államok                 | Boston Celtics (4)        |
| 1985 | Kareem Abdul-Jabbar* (2) | C       | Egyesült Államok                 | Los Angeles Lakers (5)    |
| 1986 | Larry Bird* (2)          | F       | Egyesült Államok                 | Boston Celtics (5)        |
| 1987 | Magic Johnson* (3)       | G       | Egyesült Államok                 | Los Angeles Lakers (6)    |
| 1988 | James Worthy*            | F       | Egyesült Államok                 | Los Angeles Lakers (7)    |
| 1989 | Joe Dumars*              | G       | Egyesült Államok                 | Detroit Pistons           |
| 1990 | Isiah Thomas*            | G       | Egyesült Államok                 | Detroit Pistons (2)       |
| 1991 | Michael Jordan*          | G       | Egyesült Államok                 | Chicago Bulls             |
| 1992 | Michael Jordan* (2)      | G       | Egyesült Államok                 | Chicago Bulls (2)         |
| 1993 | Michael Jordan* (3)      | G       | Egyesült Államok                 | Chicago Bulls (3)         |
| 1994 | Hakeem Olajuwon*         | C       | Nigéria Egyesült Államok         | Houston Rockets           |
| 1995 | Hakeem Olajuwon* (2)     | C       | Nigéria Egyesült Államok         | Houston Rockets (2)       |
| 1996 | Michael Jordan* (4)      | G       | Egyesült Államok                 | Chicago Bulls (4)         |
| 1997 | Michael Jordan* (5)      | G       | Egyesült Államok                 | Chicago Bulls (5)         |
| 1998 | Michael Jordan* (6)      | G       | Egyesült Államok                 | Chicago Bulls (6)         |
| 1999 | Tim Duncan*              | F/C     | Virgin-szigetek Egyesült Államok | San Antonio Spurs         |
| 2000 | Shaquille O’Neal*        | C       | Egyesült Államok                 | Los Angeles Lakers (8)    |
| 2001 | Shaquille O’Neal* (2)    | C       | Egyesült Államok                 | Los Angeles Lakers (9)    |
| 2002 | Shaquille O’Neal* (3)    | C       | Egyesült Államok                 | Los Angeles Lakers (10)   |
| 2003 | Tim Duncan* (2)          | F/C     | Virgin-szigetek Egyesült Államok | San Antonio Spurs (2)     |
| 2004 | Chauncey Billups         | G       | Egyesült Államok                 | Detroit Pistons (3)       |
| 2005 | Tim Duncan* (3)          | F/C     | Virgin-szigetek Egyesült Államok | San Antonio Spurs (3)     |
| 2006 | Dwyane Wade              | G       | Egyesült Államok                 | Miami Heat                |
| 2007 | Tony Parker              | G       | Franciaország                    | San Antonio Spurs (4)     |
| 2008 | Paul Pierce              | F       | Egyesült Államok                 | Boston Celtics (6)        |
| 2009 | Kobe Bryant*             | G       | Egyesült Államok                 | Los Angeles Lakers (11)   |
| 2010 | Kobe Bryant* (2)         | G       | Egyesült Államok                 | Los Angeles Lakers (12)   |
| 2011 | Dirk Nowitzki            | F       | Németország                      | Dallas Mavericks          |
| 2012 | LeBron James^            | F       | Egyesült Államok                 | Miami Heat (2)            |
| 2013 | LeBron James^ (2)        | F       | Egyesült Államok                 | Miami Heat (3)            |
| 2014 | Kawhi Leonard^           | F       | Egyesült Államok                 | San Antonio Spurs (5)     |
| 2015 | Andre Iguodala^          | F/G     | Egyesült Államok                 | Golden State Warriors (2) |
| 2016 | LeBron James^ (3)        | F       | Egyesült Államok                 | Cleveland Cavaliers       |
| 2017 | Kevin Durant^            | F       | Egyesült Államok                 | Golden State Warriors (3) |
| 2018 | Kevin Durant^ (2)        | F       | Egyesült Államok                 | Golden State Warriors (4) |
| 2019 | Kawhi Leonard^ (2)       | F       | Egyesült Államok                 | Toronto Raptors           |
| 2020 | LeBron James^ (4)        | F       | Egyesült Államok                 | Los Angeles Lakers (13)   |
| 2021 | Jánisz Antetokúnmpo^     | F       | Görögország                      | Milwaukee Bucks (2)       |
| 2022 | Stephen Curry^           | G       | Egyesült Államok                 | Golden State Warriors (5) |
| 2023 | Nikola Jokić^            | C       | Szerbia                          | Denver Nuggets            |
| 2024 | Jaylen Brown^            | G       | Egyesült Államok                 | Boston Celtics (7)        |
| ^ az NBA-ben aktív játékos * beiktatva a Naismith Memorial Basketball Hall of Fame-be § A győztes csapata elvesztette a döntőt |                          |         |                                  |                           |

## Többszörös győztesek
| Játékos             | Csapat                                                  | Díjak száma | Év                                 |
| ------------------- | ------------------------------------------------------- | ----------- | ---------------------------------- |
| Michael Jordan      | Chicago Bulls                                           | 6           | 1991, 1992, 1993, 1996, 1997, 1998 |
| LeBron James        | Miami Heat (2), Cleveland Cavaliers, Los Angeles Lakers | 4           | 2012, 2013, 2016, 2020             |
| Magic Johnson       | Los Angeles Lakers                                      | 3           | 1980, 1982, 1987                   |
| Shaquille O'Neal    | Los Angeles Lakers                                      | 3           | 2000, 2001, 2002                   |
| Tim Duncan          | San Antonio Spurs                                       | 3           | 1999, 2003, 2005                   |
| Willis Reed         | New York Knicks                                         | 2           | 1970, 1973                         |
| Kareem Abdul-Jabbar | Milwaukee Bucks, Los Angeles Lakers                     | 2           | 1971, 1985                         |
| Larry Bird          | Boston Celtics                                          | 2           | 1984, 1986                         |
| Hakeem Olajuwon     | Houston Rockets                                         | 2           | 1994, 1995                         |
| Kobe Bryant         | Los Angeles Lakers                                      | 2           | 2009, 2010                         |
| Kevin Durant        | Golden State Warriors                                   | 2           | 2017, 2018                         |
| Kawhi Leonard       | San Antonio Spurs, Toronto Raptors                      | 2           | 2014, 2019                         |

## Lásd még
- NBA Most Valuable Player
- NBA All Star-gála Most Valuable Player